# Шато д’Икем

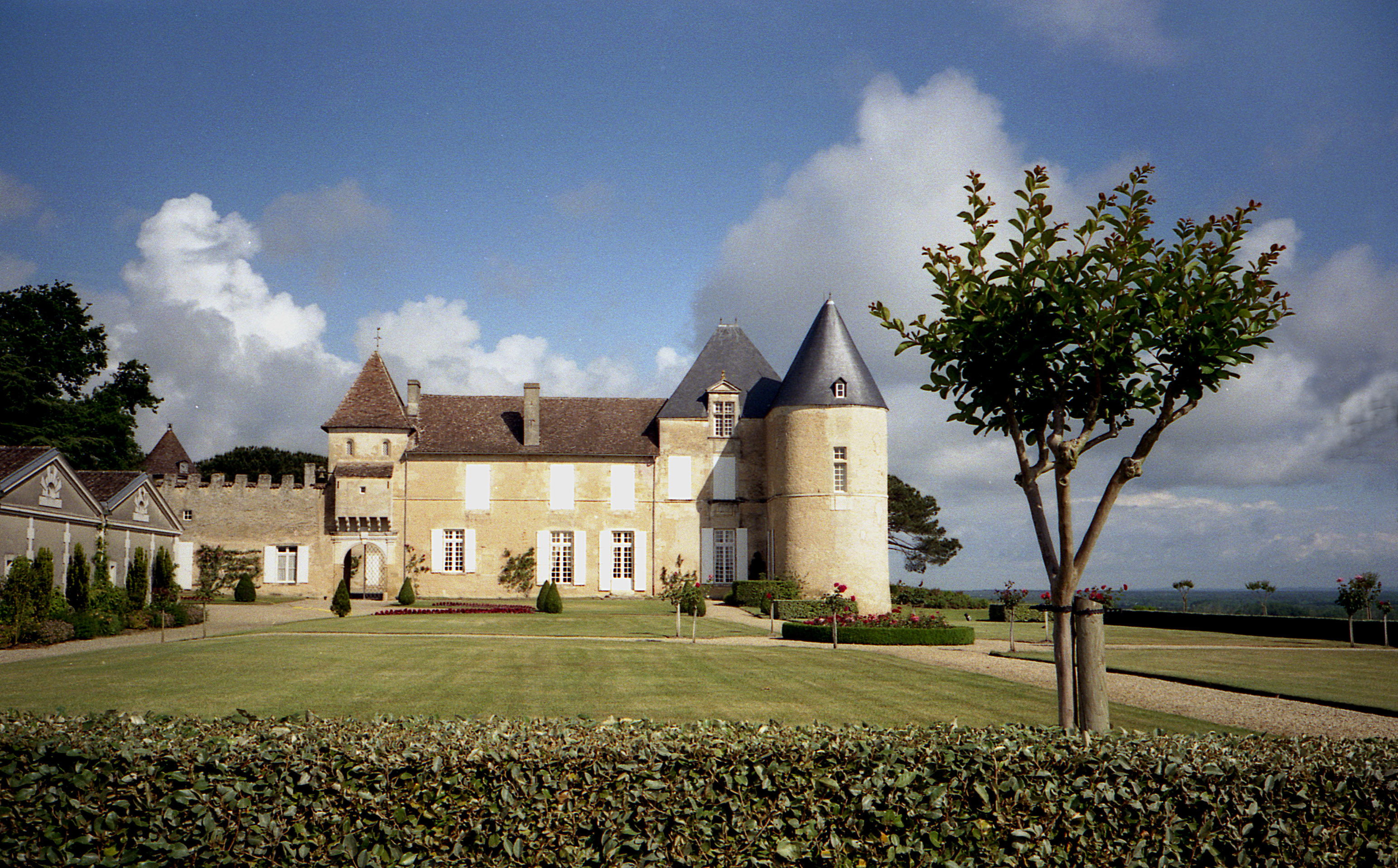
Château dYquem — живописный вид хозяйства

Шато д’Икем (фр. Château d’Yquem) — французское бордоское винодельческое хозяйство, расположенное в коммуне Сотерн. Согласно Официальной классификации вин Бордо 1855 хозяйство относится к категории Premier Cru Supérieur, то есть высшей категории в классификации вин Бордо. Хозяйство входит в список лучших производителей Бордо вместе с левобережной «пятёркой» Premier Grand Cru Classé, хозяйством Château Pétrus из коммуны Помроль, и двумя хозяйствами из коммуны Сент-Эмильон — Château Cheval Blanc и Château Ausone.
Шато производит два белых вина с собственных виноградников: Château d’Yquem (основное или «первое» вино хозяйства) — десертное сотернское вино, и Y d’Yquem — сухое вино. Хозяйство принадлежит французскому холдингу LVMH и семье Люр Салюс (фр. Lur Saluces). Управляющий хозяйством Пьер Люртон (фр. Pierre Lurton) одновременно является управляющим одним из лучших хозяйств коммуны Сэнт-Эмильон — Château Cheval Blanc.

## История

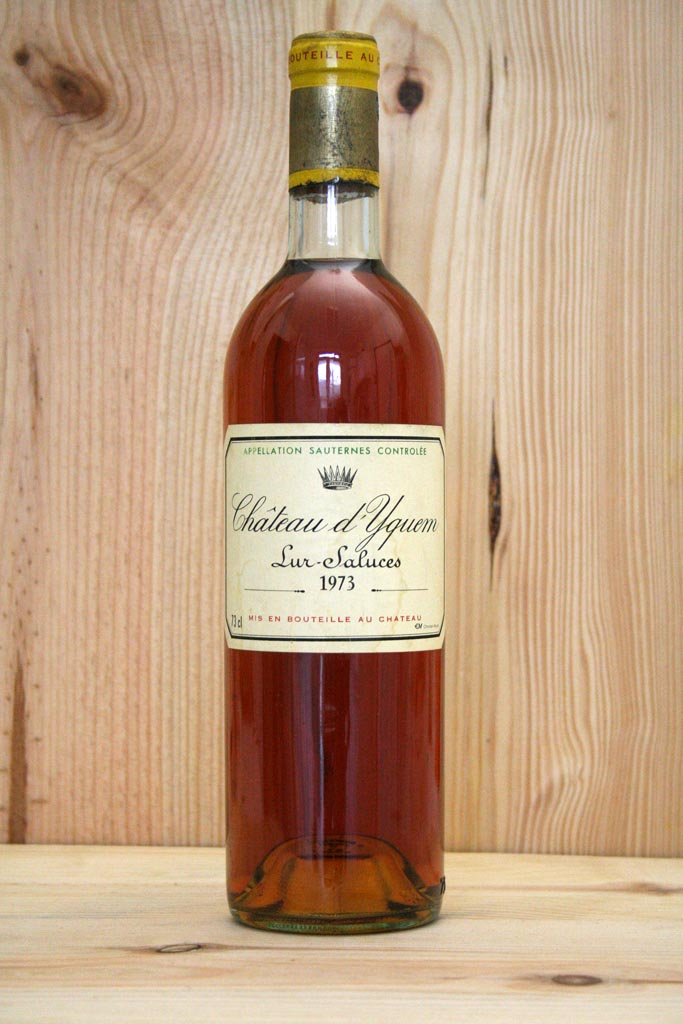
Бутылка шато Yquem 1973 года

Рамон Фелипе Эйкем нажил состояние как винный торговец, и купил поместье в 1477 году у господина де Жюиллака. Пьер Экем, синьор Монтен, был мэром Бордо. Его сын Мишель Эикам де Монтень умер в 1592 году. Château d’Yquem был приобретен Жаком де Соважем в декабре 1593 года. Де Соваж приобретал имущество французской монархии, обменяв другие земли, которыми он владел для того чтобы купить 'Дом Икема'. Место являлось родиной виноградника с 1711 года, когда поместье перешло полностью в собственность Соважа д’Икама. В 1785 году поместье перешло семье Люр-Салюка, когда Франсуаз-Жозефина де Соваж д’Икам вышла замуж за графа Луи-Амеде де Люр-Салюка, крестника Людовика XV и леди Виктуар де Франс. Господин Лур-Сэльюсез умер три года спустя, его жена впоследствии сосредоточила свою энергию на поддержке и улучшении состояния поместья.
Томас Джефферсон посетил шато и позже написал, это — лучшее белое вино Франции, оно создано господином де Люр-Салюком. Джефферсон заказал 250 бутылок 1784 года для себя и для Джорджа Вашингтона.
После смерти в 1968 году Маркиза Бернара де Люр-Салюка поместьем начал управлять Конт Александр де Люр-Салюк. Конт унаследовал ежегодное производство 66,000 бутылок. После нефтяного кризиса 1973 года спрос падал, и цены резко упали. Цена бутылки д’Икама упала до 35 франков; цены начали расти только в 1980-х годов.
После семейной ссоры и решения Юджина де Люр-Салюка продать часть его 47%-ной доли бизнеса, 28 ноября 1996 года французский торговый дом LVMH Moet Hennessy купил 55 % Château d’Yquem у семьи Конта Александра де Люр-Салюка приблизительно за $100 миллионов.

## Производство
Виноградники Sauternes занимают 126 гектаров от общей площади, но только 100 га из них культивируются ежегодно.
Виноградные лозы состоят из 80 % Sémillon и 20 % Sauvignon blanc.

## Винтаж
| Лучшие винтажи | 1825 | 1847 | 1865 | 1870 | 1893 | 1904 | 1921 | 1937 | 1947 | 1959 | 1967 | 1983 | 1986 | 1988 | 1990 | 1995 | 1997 | 2001 | 2003 |
| NV             |      |      |      |      |      | 1910 | 1915 | 1930 | 1951 | 1952 | 1964 | 1972 | 1974 | 1992 | 2012 |      |      |      |      |